# El Perai (l'Esquirol)
El Perai és una masia de l'Esquirol (Osona) inclosa a l'Inventari del Patrimoni Arquitectònic de Catalunya.

## Descripció
Masia de planta rectangular coberta a dues vessants amb el carener paral·lel a la façana, la qual s'orienta a ponent. La part de migdia presenta planta baixa i dos pisos, però les altres només un. A ponent hi ha un portal rectangular amb llinda datada i una finestra al damunt. A migdia s'hi adossa un cos de porxos d'arc de mig punt a nivell del primer i segon pis. A llevant hi ha un portal i tres finestrals d'arc còncau. La part del nord només té petites finestres. Es construïda amb pedra sense picar, unida amb calç i pedra negrosa, picada, per les obertures i als angles. L'estat de conservació és mitjà.

## Història
El nom de l'Esquirol, segons Pladevall, prové d'un atinc mas l'Esquirol documentat des de 1327. Vers el 1420 J. Esquirol i el seu fill varen vendre el mas a Francesc Camperó, àlies Perai, de Rupit que passà a viure a l'antic mas Esquirol i li va donar el nom de Perai. Aquest mas es troba a ran del Camí Ral de Vic a Olot i el convertiren en hostal. El segon o tercer hereu del mas, en Llorenç Perai, el 1454, és diu amo útil de la pobla o hostal de l'Esquirol. Aquest esment de hostal o pobla implica l'autorització del Senyor del terme. Al 1553 continuaren regentant l'hostal prop del qual hi havia 6 famílies, l'any 1626 ja n'hi havia 26 i el 1687 ja sumaven 60. Per aquest temps els documents ja parlen indistintament del nucli o poble de l'Esquirol.